# Armand Contat
Armand Contat (Monthey, 24 mei 1861 – aldaar, 23 maart 1938) was een Zwitsers glasblazer.

## Biografie

### Afkomst en opleiding
Antoine Contat was een zoon van François Contat. Hij was gehuwd met Marthe Henschel en was een broer van vicekanselier Antoine Contat en van Julie Contat en schoonbroer van psychiater Paul Repond. Hij volgde een technische opleiding en studeerde af als chemisch ingenieur aan de Federale Polytechnische Hogeschool van Zürich.

### Glasblazer
In 1907 nam hij de familiale glasblazerij, de Verrerie de la Gare, over van zijn vader. In 1907 en 1910 kreeg hij te maken met sociale eisen en stakingen. De glasblazerij La Verrerie de Monthey SA kende een bloeiperiode tussen 1915 en 1919 maar sloot definitief de deuren in 1933.